# إساءة مهنية
الإساءة المهنية هي نمط من السلوك يسيء صاحب المهنة إلى الضحية أو ينتهكها أو يستغلها في سياق مهنته. هذا التعريف نطلقه عندما تُنتهك القواعد الأخلاقية للمنظمة المهنية ذات الصلة. تتطلب الأخلاقيات التنظيمية أو معايير السلوك الحفاظ على الحدود المهنية ومعاملة الناس باحترام وكرامة.
تتضمن الإساءة المهنية الذين يعملون في منشأة يتعرض مرضاها أو عملاؤها لسوء المعاملة بسبب ضعفهم بالاعتماد على المتخصصين للحصول على المساعدة.
يتم استغلالهم بسبب هذا وتركهم يُعاملون بطريقة غير أخلاقية. هذا النوع من سوء المعاملة لا يلاحظ بالنسبة لأنواع سوء المعاملة الأخرى بسبب الثقة التي يعتقد هؤلاء المرضى أو العملاء التي يتمتعون بها تجاه المعتدي وهو صاحب المهنة وأفعال التلاعب المستخدمة عليهم.
تميل هذه الأنواع من المواقف إلى الحدوث في المستشفيات ودور رعاية المسنين ومراكز إعادة التأهيل والمدارس والعديد من المرافق الصحية الأخرى. لا يقتصر الأمر على هذه المرافق فحسب، بل يمكن أن يحدث أيضًا في المكاتب التي تتعامل بكثافة مع المرضى.

## أشكال الإساءة
هناك العديد من أشكال الإساءة: التمييزية، والمالية، والجسدية،والنفسية، والجنسية.
تتضمن الإساءة المهنية دائمًا: الخيانة والاستغلال وانتهاك الحدود المهنية.
يمكن لهذه الأشخاص الإساءة بثلاث طرق:
عدم الالتزام والتقصير: التجاهل وعدم اتخاذ أي إجراء محدد أي الإهمال.
إساءة استعمال السلطة: اتخذ إجراءً غير لائق أو قدم نصيحة غير صحيحة عن عمد.
خرق القوانين والمخالفات: إجراء عدواني وهجومي تم اتخاذه للإضرار بمصلحة المريض والعميل.

## حلول
هناك العديد من الاستراتيجيات المتاحة للمنظمات التي تسعى إلى معالجة الإساءة المهنية. كشفت دراسة، على سبيل المثال، أن هذه المشكلة تنشأ غالبًا عندما يكون هناك اختلال شديد في القوة بين صاحب القوة والمهنة والضحية. ويُحل هذا بأن يساعد إطار العمل القائم على درجات مختلفة من تمكين الضحية وزيادة قدرته الاجتماعية على اتخاذ خيارات وتحويل تلك الخيارات إلى الإجراءات والنتائج المطلوبة، يوفر التمكين نهجاً يسمح للعاملين الاجتماعيين بزيادة القدرة على المساعدة الذاتية لعملائهم

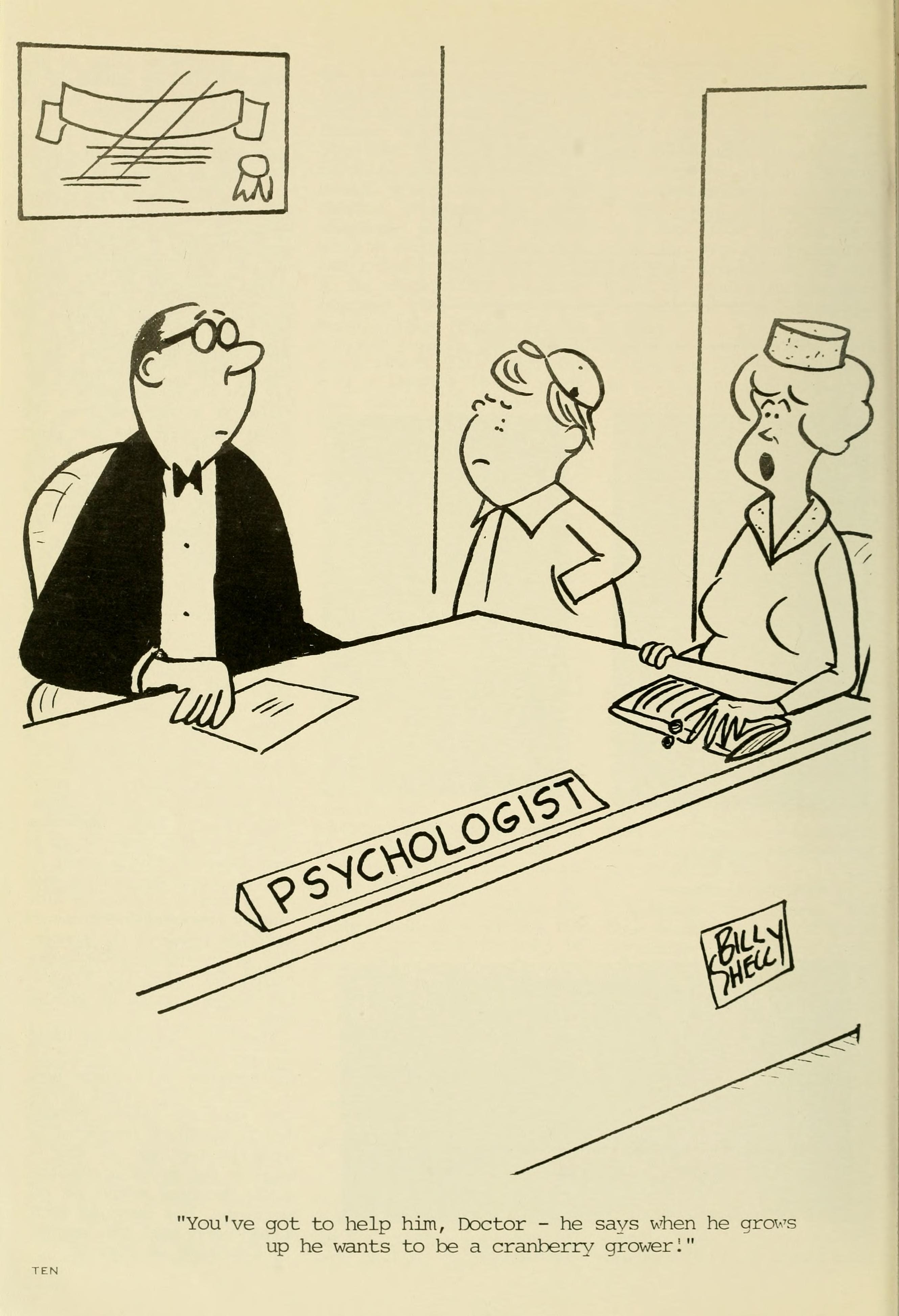
الأخصائي الاجتماعي

على سبيل المثال، يسمح ذلك للعملاء بأن لا يُنظر إليهم على أنهم «ضحايا» سلبيون، لا حول لهم ولا قوة، ليتم إنقاذهم، بل بدلاً من ذلك كشخص ذي قدرة ذاتية على مكافحة الإساءة أو القمع، حينما يأخذ الأخصائي الاجتماعي منصب الميسر، بدلا من موقف المنقذ. ويساعد هذا أيضاً بتعليم الضحية طرق لتقويته في حل المشكلة. فالذين تعرضوا للإساءة المهنية يمكنهم أيضًا متابعة أي من الإجراءات التالية: تقديم شكوى. الإبلاغ عن الإساءة للشرطة؛ واتخاذ الإجراءات القانونية. هناك أيضًا منظمات يمكنها مساعدة الضحايا في معرفة المزيد عن حقوقهم والخيارات المتاحة لهم.